# Matías Moya
Matías Hernán Moya Cruces (Centenario, Neuquén, Argentina; 26 de marzo de 1998) es un futbolista profesional argentino-chileno. Se desempeña como delantero o mediocampista y su equipo actual es Deportes Iquique de la Primera División de Chile.

## Trayectoria

### River Plate
Se unió a River Plate en 2010, fue promovido al equipo del primer equipo del club en 2016.
Hizo su debut con 18 años, el 4 de diciembre de 2016, en la derrota de su equipo por 1-0 frente a Independiente por la duodécima fecha del Campeonato de Primera División 2016-17.
Marcó su primer gol en su carrera el 2 de diciembre de 2018 contra Gimnasia y Esgrima La Plata.

### Banfield
En enero de 2019, fue cedido a Banfield hasta diciembre de 2019. Debutó con el equipo el 25 de enero en el empate 1-1 contra San Martín SJ, ingresando a los 19 minutos del segundo tiempo. En total jugó 10 partidos entrando como suplente en el conjunto del sur, sin convertir goles.

### Ñublense
En marzo de 2021, tras no contar para el entrenador millonario Marcelo Gallardo, fue cedido al club chileno Ñublense, en donde tuvo una destacada trayectoria. Su primer año jugó 28 partidos, marcando 6 goles, lo que le valió ser contratado por el conjunto chillanejo como jugador libre. Para la temporada 2022, marcó 1 gol en 34 partidos, aportando a la histórica campaña que los hizo rematara en el 2° lugar del torneo de Primera División.

### Colo-Colo
En diciembre de 2022, es presentado como nuevo jugador de Colo-Colo.

### Deportes Iquique
En marzo de 2025 fue cedido por un año.

## Estadísticas

### Clubes
| Club                     | Div.                | Temporada           | Liga  | Liga  | Liga   | Copas nacionales | Copas nacionales | Copas nacionales | Torneos internacionales | Torneos internacionales | Torneos internacionales | Total | Total | Total  |
| Club                     | Div.                | Temporada           | Part. | Goles | Asist. | Part.            | Goles            | Asist.           | Part.                   | Goles                   | Asist.                  | Part. | Goles | Asist. |
| ------------------------ | ------------------- | ------------------- | ----- | ----- | ------ | ---------------- | ---------------- | ---------------- | ----------------------- | ----------------------- | ----------------------- | ----- | ----- | ------ |
| River Plate Argentina    | 1.ª                 | 2016-17             | 1     | 0     | 0      | —                | —                | —                | —                       | —                       | —                       | 1     | 0     | 0      |
| River Plate Argentina    | 1.ª                 | 2017-18             | 2     | 0     | 0      | —                | —                | —                | —                       | —                       | —                       | 2     | 0     | 0      |
| River Plate Argentina    | 1.ª                 | 2018-19             | 1     | 1     | 0      | —                | —                | —                | —                       | —                       | —                       | 1     | 1     | 0      |
| River Plate Argentina    | Total               | Total               | 4     | 1     | 0      | 0                | 0                | 0                | 0                       | 0                       | 0                       | 4     | 1     | 0      |
| Banfield Argentina       | 1.ª                 | 2018-19             | 4     | 0     | 1      | 1                | 0                | 0                | —                       | —                       | —                       | 5     | 0     | 1      |
| Banfield Argentina       | 1.ª                 | 2019-20             | 5     | 0     | 0      | —                | —                | —                | —                       | —                       | —                       | 5     | 0     | 0      |
| Banfield Argentina       | Total               | Total               | 9     | 0     | 1      | 1                | 0                | 0                | 0                       | 0                       | 0                       | 10    | 0     | 1      |
| Ñublense · Chile         | 1.ª                 | 2021                | 22    | 6     | 1      | 6                | 0                | 0                | —                       | —                       | —                       | 28    | 6     | 1      |
| Ñublense · Chile         | 1.ª                 | 2022                | 27    | 1     | 3      | 5                | 0                | 1                | 2                       | 0                       | 0                       | 34    | 1     | 4      |
| Ñublense · Chile         | Total               | Total               | 49    | 7     | 4      | 11               | 0                | 1                | 2                       | 0                       | 0                       | 62    | 7     | 5      |
| Colo-Colo · Chile        | 1.ª                 | 2023                | 8     | 0     | 0      | 1                | 0                | 0                | 0                       | 0                       | 0                       | 9     | 0     | 0      |
| Colo-Colo · Chile        | 1.ª                 | 2024                | 7     | 1     | 0      | 2                | 0                | 0                | 2                       | 0                       | 0                       | 11    | 1     | 0      |
| Colo-Colo · Chile        | Total club          | Total club          | 15    | 1     | 0      | 3                | 0                | 0                | 2                       | 0                       | 0                       | 20    | 1     | 0      |
| Deportes Iquique · Chile | 1.ª                 | 2025                | 11    | 0     | 0      | 3                | 0                | 1                | 5                       | 0                       | 0                       | 19    | 0     | 1      |
| Deportes Iquique · Chile | Total club          | Total club          | 11    | 0     | 0      | 3                | 0                | 1                | 5                       | 0                       | 0                       | 19    | 0     | 1      |
| Total en su carrera      | Total en su carrera | Total en su carrera | 88    | 9     | 5      | 18               | 0                | 2                | 9                       | 0                       | 0                       | 115   | 9     | 7      |
| 1. 2. 3.                 |                     |                     |       |       |        |                  |                  |                  |                         |                         |                         |       |       |        |

## Palmarés

### Campeonatos nacionales
| Título             | Club        | País      | Año  |
| ------------------ | ----------- | --------- | ---- |
| Copa Argentina     | River Plate | Argentina | 2016 |
| Copa Argentina     | River Plate | Argentina | 2017 |
| Copa Chile         | Colo-Colo   | Chile     | 2023 |
| Primera División   | Colo-Colo   | Chile     | 2024 |
| Supercopa de Chile | Colo-Colo   | Chile     | 2024 |